# ФК Сконто
Фудбалски клуб Сконто је летонски фудбалски клуб основан 1991. године у Риги. Сконто је освојио 15 титула првака Летоније од којих су 14 биле узастопне, што је тада био нови рекорд у Европи. Клуб је 2016. године упао у финансијске проблеме због којих је банкротирао.

## Трофеји
- Прва лига Летоније: 1991, 1992, 1993, 1994, 1995, 1996, 1997, 1998, 1999, 2000, 2001, 2002, 2003, 2004, 2010.
- Куп Летоније: 1992, 1995, 1997, 1998, 2000, 2001, 2002, 2011/12.